# Rusticoclytus nauticus
Rusticoclytus nauticus är en skalbaggsart som först beskrevs av Mannerheim 1843.  Rusticoclytus nauticus ingår i släktet Rusticoclytus och familjen långhorningar. Inga underarter finns listade i Catalogue of Life.